# Задоя, Евгений Игоревич
Евгений Игоревич Задоя (укр. Євген Ігорович Задоя; род. 5 января 1991, Запорожье) — украинский футболист, полузащитник клуба «Мариуполь».

## Карьера
Воспитанник футбольной школы запорожского «Металлурга», тренер — Виктор Трегубов. С 2007 года по лето 2013 года выступал за родной клуб, лишь в сезоне 2011/12 был отправлен в аренду в харьковский «Гелиос». После аренды вернулся в «Металлург». С сезона 2013/14 играет в «Гелиосе». С 2015 года является игроком футбольного клуба «Колос», который с 2019 г. выступает в УПЛ. Летом 2020 команда «Колос» приняла участие в Лиге Европы УЕФА, сыграв с греческим «Арисом» и хорватской «Риекой», в обоих матчах игрок вышел в стартовом составе.